# Annalena Breitenbach
Annalena Breitenbach (* 14. März 1998 in Glauchau) ist eine ehemalige deutsche Fußballspielerin.

## Werdegang

### Schulisch
Breitenbach besuchte bis 2010 die Internationale Grundschule Glauchau. Seit ihrem Wechsel nach Jena im Sommer 2014 besucht sie das dortige Staatliche Sportgymnasium „Joh. Chr. Fr. GutsMuths“.

### Sportlich
Breitenbach startete ihre Karriere beim SV Lok Glauchau/Niederlungwitz, bevor sie sich im Juli 2011 dem 1. FC Lokomotive Leipzig anschloss. Nach der Auflösung der Frauenfußball-Abteilung vom 1. FC Lokomotive Leipzig im Sommer 2013 entschied sie sich für eine Karriere in der U-17 des neugegründeten FFV Leipzig. Im Juli 2014 wechselte Breitenbach von Leipzig in die U-17-Mannschaft des FF USV Jena. Dort feierte sie am 2. November 2014 nach ihrer Einwechslung zur Halbzeit gegen den SV Eintracht Leipzig-Süd ihr Senior-Debüt für die zweite Mannschaft des FF USV Jena. Nachdem sie in sechs Einsätzen für die Regionalliga-Mannschaft zum Einsatz gekommen war, feierte Breitenbach am letzten Spieltag der Saison 2014/15, dem 10. Mai 2015, mit 17 Jahren, ihr Bundesliga-Debüt für den FF USV Jena. Sie kam im Spiel gegen den 1. FFC Turbine Potsdam über 90 Minuten für ihren Verein, welcher das Spiel 1:3 verlor, zum Einsatz. Am 13. Juli 2018 verpflichtete die SGS Essen Breitenbach bis zum 30. Juni 2020. Nachdem sie verletzungsbedingt in zwei Jahren nur zu vier Einsätzen für Essen gekommen war, kehrte sie nach Ablauf ihres Vertrags im Sommer 2020 nach Jena zurück. Dort unterschrieb sie am 9. Juni 2020 für den FF USV Jena-Nachfolgeverein FC Carl Zeiss Jena. Am 27. Mai 2024 verkündete Breitenbach verletzungsbedingt ihr Karriereende.

## Persönliches
Breitenbach schloss 2024 ihr Lehramtsstudium in den Fächern Mathematik und Sport ab und übernahm nach ihrem Karriereende im Sommer 2024 ein Referendariat in einer sächsischen Schule.